# Eingangsformel
Als Eingangsformel gerichtlicher Entscheidungen, insbesondere von Urteilen, werden häufig feststehende Phrasen verwendet, die sich je nach Land und Zeit, teilweise auch je nach Gericht, unterscheiden.

## Deutschland

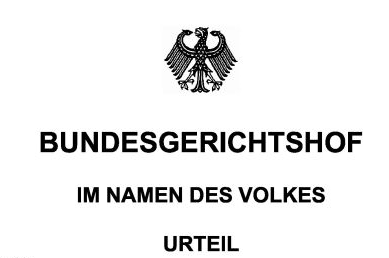
Eingangsformel beim Bundesgerichtshof

### Gegenwart
- Im Namen des Volkes: Mehrzahl der deutschen Gerichte[1]
- Im Namen des Freistaats Bayern: Bayerischer Verfassungsgerichtshof[2]
- Im Namen des Deutschen Volkes: Für die Gerichte des Landes Nordrhein-Westfalen ist diese Formel in der Landesverfassung vorgesehen.[3] Für die meisten Gerichte gilt aber aufgrund vorrangiger bundesrechtlicher Regelung die Formel Im Namen des Volkes. Im Übrigen wird die Formel Im Namen des Deutschen Volkes aufgrund ihrer nationalsozialistischen Vergangenheit nicht verwendet.[4]

### Vergangenheit
- Im Namen des Reichs: Reichsgericht und Staatsgerichtshof für das Deutsche Reich
- Im Namen des Rechts: deutsche Gerichte in der Besatzungszeit

### Kirchliche Gerichte
- Im Namen der Evangelischen Kirche in Deutschland: Kirchengerichte der EKD[5]
- Im Namen der Deutschen Bischofskonferenz auf Grund eines Mandats des Heiligen Stuhls: Arbeitsgerichte der DBK

## Liechtenstein
- Im Namen von Fürst und Volk: liechtensteinische Gerichte[6]

## Österreich
- Im Namen der Republik: österreichische Gerichte[7]

## Schweiz
- Urteile von Schweizer Gerichten tragen in der Regel keine Eingangsformel.

## Weitere Länder

### Im Namen des Volkes
- Bulgarien: В името на народа (W imeto na naroda, Im Namen des Volkes, Verfassung Art. 118)
- Frankreich: Au nom du peuple français (Im Namen des französischen Volkes)
- Griechenland: Στο όνομα του Eλληνικού Λαού (Sto onoma tou Ellinikou Laou, Im Namen des griechischen Volkes, Verfassung Art. 26)
- Italien: In nome del popolo (Im Namen des Volkes, Verfassung Art. 101)
- Portugal: Em nome do povo (Im Namen des Volkes, Verfassung Art. 202)
- Serbien: У име народа (U ime naroda, Im Namen des Volkes, Verfassung Art. 142)
- Türkei: Türk Milleti adına (Im Namen des türkischen Volkes, Verfassung Art. 9)

### Im Namen der Republik
- Albanien: Në emër të republikës (Im Namen der Republik)
- Estland: Eesti Vabariigi nimel (Im Namen der Republik Estland, § 434 TsMS)
- Kroatien: U ime Republike Hrvatske (Im Namen der Republik Kroatien, Verfassung Art. 117)
- Litauen: Lietuvos Respublikos vardu (Im Namen der Republik Litauen, Verfassung Art. 109)
- Österreich: Im Namen der Republik, Bundes-Verfassungsgesetz (Art. 82 Abs. 2 B-VG)
- Polen: W imieniu Rzeczypospolitej Polskiej (Im Namen der Republik Polen, Verfassung Art. 174)
- Slowakei V mene Slovenskej republiky (Im Namen der Slowakischen Republik, Verfassung Art. 142)
- Tschechien: Jménem republiky (Im Namen der Republik, Verfassung Art. 81)
- Russland: Im Namen der Russischen Föderation (Art. 296 UPK RF, 194 GPK RF, 167 APK RF).

### Im Namen des Gesetzes
- Rumänien: În numele legii (Im Namen des Gesetzes, Verfassung Art. 124)

### Im Namen des Monarchen
- Belgien: Au nom du Roi / In naam des Konings (Im Namen des Königs, Verfassung Art. 40)
- Luxemburg: Au nom du Grand-Duc (Im Namen des Großherzogs, Verfassung Art. 49)
- Niederlande: In naam van de Koning (Im Namen des Königs, Art. 430 Rv)
- Spanien: En nombre del Rey (Im Namen des Königs, Verfassung Art. 117)
- Vatikanstadt: A nome del Sommo Pontefice (Im Namen des Obersten Pontifex, Grundgesetz Art. 15); auch: In nome di Sua Santità (Im Namen Seiner Heiligkeit)

### Im Namen Gottes
- Heiliger Stuhl: In nomine Domini (Im Namen des Herrn)

### Andere
- Dänemark: Thi kendes for ret (Daher für Recht erkannt)